# Lam Puuk
Lam Puuk is een bestuurslaag in het regentschap Aceh Besar van de provincie Atjeh, Indonesië. Lam Puuk telt 280 inwoners (volkstelling 2010).